# Tiger & Bunny
Tiger & Bunny (яп.  タイガー & バニー Тайга: эндо Бани:, Тигр и Кролик) — японский  аниме-сериал режиссёра Кэйити Сато, созданный компанией Sunrise. Показ сериала начался 3 апреля 2011 года по каналу MBS. На основе сюжета аниме была выпущена короткая манга, а также в 2013 году был выпущен полнометражный мультфильм.
В сериале рассказывается о футуристическом городе, в котором два супергероя, старомодный «Дикий Тигр» и молодой Барнаби Брукс-младший, вынуждены сотрудничать друг с другом по указанию работодателя.

## Сюжет
Действие происходит в вымышленном городе Штернбилд, который выглядит как футуристический Нью-Йорк. За 45 лет до начала событий стали появляться люди со сверхчеловеческими возможностями, которые получили название NEXT. Некоторые из этих людей стали супергероями. Каждый из городских супергероев имеет собственную компанию-спонсора, а их костюмы украшены рекламой реально существующих компаний. Подвиги супергероев транслируются в прямом эфире в популярном телешоу «Hero TV», которое даёт баллы за каждый поступок супергероя, и в конце сезона подводит итог и провозглашает «Короля Героев».
История разворачивается вокруг героя-ветерана Котэцу Кабураги, который известен как «Дикий Тигр». Он получил нового партнёра, молодого парня по имени Барнаби Брукс-младший. Барнаби и Котэцу трудно срабатываются друг с другом, поскольку у каждого из них есть собственное представление о том, как должен вести себя супергерой.

## Список персонажей

### Герои Штернбилда
- Котэцу Кабураги (яп. 鏑木・T・虎徹 Кабураги Ти Котэцу)

Один из главных персонажей, супергерой-ветеран, который в борьбе с преступностью не жалеет частную собственность, без колебаний разрушая преграды на пути, за что получил прозвище «Разрушительная Справедливость». Сейчас он один из самых непопулярных героев города Штернбилд, из-за него его компания разорилась. Кабураги попадает к новым работодателям, и те ставят рядом с ним нового партнёра Барнаби, при этом не дав ему право на другое решение. У Котэцу есть дочь Каэдэ, которая, как и большинство жителей города, не знает о его тайной профессии. Он имеет способность увеличивать свою физическую силу в сотни раз, эффект длится не более пяти минут в час. В его новом костюме размещена реклама японской игрушечной линии SH Figuarts и японской медиа-компании SoftBank. В ряды супергероев он попал благодаря супергерою по имени Легенда, который помог ему овладеть собственной силой. Котэцу привержен традиционным идеалам справедливости, полагается на чутье и не учитывает рейтинговые баллы.
Сэйю: Хироаки Хирата
- Барнаби Брукс-младший (яп. バーナビー・ブルックスJr. Ба:наби: Буруккусу Jr.)

Один из главных героев, получивший прозвище Кролик, был вовлечен в шоу «Hero TV». Герой-новобранец, который не скрывает свою личность от общества, партнёр Дикого Тигра в новом сезоне, имеет ту же силу, что и он. В отличие от Котэцу, больше полагается на стратегию, чем на чувства. На его костюме размещена реклама компании Bandai и их Коллекционные карточные игры «Crusade System». Барнаби стал сиротой ещё в детстве, когда его родители были убиты на его глазах. В свободное время он проводит собственное расследование, которое привело к тайной организации «Уроборос», имеющей отношение к смерти его родителей.
Сэйю: Масакадзу Морита
- Карина Лайл (яп. カリーナ・ライル Кари:на Райру)

Обладает силой холода. Старшеклассница, которая живет с родителями и стремится раскрутить собственную карьеру певицы. Она также работает пианисткой под настоящим именем. Испытывает чувства к Дикому Тигру. На её «откровенном» костюме, который не одобряет отец, размещена реклама низкокалорийного напитка Pepsi NEX, которая производится в Японии компанией Suntory.
Сэйю: Минако Котобуки
- Натан Сеймур (яп. ネイサン・シーモア Нэйсан Си:моа)

Обладает огненными способностями, ездит на маневренном спортивном автомобиле. Имеет нетрадиционную сексуальную ориентацию, и постоянно пристаёт к другим мужским персонажам с намёками на интимные отношения. Он — обладатель собственной спонсорской компании «Helios Energy», его костюм рекламирует продукцию компании Fujitsu.
Сэйю: Кэндзиро Цуда
- Кит Гудман (яп. キース・グッドマン Ки:су Гуддоман)

Сейчас самый популярный герой в городе, победитель последнего сезона, обладатель титула "Король Героев. Он может летать, используя ракетный ранец и обладает силой ветра. На его костюме помещена реклама филиала компании Bandai — «Tamashii Nations» и сайта онлайн ТВ-трансляций Ustream.tv.
Сэйю: Го Иноуэ
- Антонио Лопес (яп. アントニオ・ロペス Антонио Ропэсу)

Великан в зелёной броне, друг Дикого Тигра. Специализируется на лобовых атак, а также на плечах своего костюма имеет два сверла, которые может активировать в любой момент. Его костюм рекламирует японскую сеть барбекю-ресторанов Gyu-Kaku.
Сэйю: Тайтэн Кусуноки
- Пао-Линь Хуан (яп. ホァン・パオリン (黄宝鈴) Хоан Паорин)

Молодая китайская девушка, вооружена палкой и с помощью неё генерирует электрические разряды. Её костюм в китайском стиле рекламирует японскую продуктовую компанию Calbee и японский сайт DMM.com.
Сэйю: Мария Исэ
- Иван Карелин (яп. イワン・カレリン Иван Карэрин)

Молодой герой в костюме ниндзя, который больше занимается собственным продвижением, нежели борьбой с преступностью, появляясь на заднем плане трансляций и фотографий, чтобы понравиться спонсорам. Он может полностью копировать внешность и голос человека, отлично подготовленный боец, используя свою катану может рубить метал, но из-за своей неуверенности не может полностью раскрыть свой потенциал. На его костюме помещена реклама сайта аниме-товаров «ANIME».
Сэйю: Нобухико Окамото

### Другие персонажи
- Бен Джексон (яп. ベン・ジャクソン Бэн Дзякусон)

Первый работодатель Дикого Тигра и его друг. Был президентом компании «TopMag». Его компания обанкротилась, после чего Джексон стал водителем такси. Помогал Котэцу разобраться с мятежом Маверик. В конце событий стал исполнительным директором «Apollon Media».
Сэйю: Кацухиса Хоки
- Агнес Жубер (яп. アニエス・ジュベール Аниэсу Дзюбэ:ру)

Продюсер «Hero TV». Её главное задание — повышать рейтинги телешоу и удовлетворять руководство и спонсоров, вмешиваясь в работу супер-героев.
Сэйю: Юко Кайда
- Каэдэ Кабураги (яп. 鏑木 楓 Кабураги Каэдэ)

Десятилетняя дочь Котэцу. Обладает способностями NEXT, копирует силу того человека, к которому она прикоснулась.
Сэйю: Рина Хидака
- Легенда (яп. Mr.レジェンド Mr. Рэдзэндо)

Первый супергерой Штернбилда. Один из тех, кто привлек Котэцу к борьбе с преступностью. Впоследствии начал терять силы и оставил карьеру. Тяжело пережил потерю сверхспособностей, много пил и даже бил жену. Отец Юрия Петрова («Безумца»). Убит Юрием во время семейной ссоры.
Сэйю: Дзюрота Косуги
- Александр Ллойдс (яп. アレキサンダー・ロイズ Арэкисанда: Ройдзу)

Заместитель Маверика в «Apollon Media», зачастую недоволен действиям Котэцу.
Сэйю: Ватару Ёкодзима
- Сайто (яп. 斎藤さん Сайто:-сан)

Инженер «Apollon Media», который разрабатывает костюмы для супергероев. Говорит очень тихим голосом, который становится очень звонким во время переговоров по радио.
Сэйю: Хироси Ивасаки
- Саманта Тейлор (яп. サマンサ・テイラー Саманса Тэйра:)

Домработница Бруксов, которая приглядывала за Барнаби, когда он был маленьким.
Сэйю: Ёсико Такэмура

### Антагонисты
- Альберт Маверик (яп. アルバート・マーベリック Аруба:то Ма:бэрикку)

Президент и исполнительный директор «Apollon Media», компании, которая является главным спонсором «Hero TV» и работодателем Дикого Тигра и Барнаби. Является также Некстом, может изменять память людей. Расследование Барнаби доказало, что он причастен к деятельности «Уроборос» и убийству его родителей. Настоящий убийца родителей Барнаби.
Сэйю: Нобуаки Фукуда
- Юрий Петров (яп. ユーリ・ペトロフ Ю:ри Пэторофу)

Судья Администрации Штернбилда по юстиции, также известен как куратор «Hero TV». Он контролирует ситуацию по всем вопросам, связанным с деятельность шоу, и отвечает за покрытие убытков, причинённых городу во время задержания преступников. Установлено, что он — «Безумец» и может генерировать синее пламя, гораздо более сильное, чем у Огненного Знака. Безумец по-разному контролирует это пламя, стреляя им из арбалета, или используя как двигатель для полётов.
Сэйю: Кодзи Юса
- Джейк Мартинес (яп. ジェイク・マルチネス Дзэйку Марутинэсу)

Человек-NEXT, член преступной группировки «Уроборос», которого считали убийцей родителей Барнаби. Находился в тюрьме, где отбывал 250-летний срок, пока его не выпустили. Джейк может создавать силовые барьеры, а также читать мысли. Погиб при сражение с Барнаби и Тигром.
Сэйю: Кэйдзи Фудзивара
- Крим (яп. クリーム Кури:му)

Другой член «Уроборос», человек-NEXT. Она управляет неодушевлёнными предметами, добавляя к ним локон своих волос.
Сэйю: Митико Нэя
- Ганс Чакмен (яп. ハンス・チャックマン Хансу Тяккуман)

Член «Уроборос», который не имеет способностей человека-NEXT, но фанатично предан организации.
Сэйю: Кэнта Миякэ
- Доктор Ротванг (яп. ロトワング Ротовангу)

Ученый, работавший с семьёй Брукс. Создал человекоподобных роботов на замену «устаревшим» героям-людям.
Сэйю: Мицуру Миямото
- Эдвард

Старый друг Ивана и его бывший одноклассник в Академии Героев. Был лучшим учеником в классе, пока не убил человека. Во время ограбления банка один из грабителей взял в заложники женщину, угрожая пистолетом. Он спешил спасти заложницу, однако Иван испугался и не помог ему. Использовав свои силы, он выхватил оружие у грабителя, но случайно выстрелил в женщину. Отбывал срок в тюрьме, пока не сбежал, чтобы отомстить Ивану, но всё-таки они помирились. Способен контролировать песок.

## Музыкальное сопровождение
Открывающие темы
- «Orion no Nazoru»

Исполнитель: UNISON SQUARE GARDEN
- «Missing Link»

Исполнитель: Novels
Закрывающие темы
- «Hoshi no Sumika»

Исполнитель: Aobozu
- «Mind Game»

Исполнитель: Tamaki

## Критика
Представитель сайта Anime News Network Карл Кимлингер отметил, что сериал является уникальным в своём роде, так как практически всегда аниме-персонажи, мутировавшие или получившие сверхспособности, становятся изгоями общества. Здесь же, наоборот, супергерои становятся звёздами и участниками глобального реалити-шоу, программы о героях и о том, чем они занимаются. Сериал сам по себе увлекателен и необычен.